# ذي عقيب (جبلة)

تعديل مصدري - تعديل

ذي عقيب هي إحدى قرى عزلة وراف بمديرية جبلة التابعة لمحافظة إب، بلغ تعداد سكانها 2076 نسمة حسب تعداد اليمن لعام 2004.